# Сиагрус
Сиагрус (лат. Syagrus) — род растений семейства Пальмовые (Arecaceae), распространённый на Малых Антильских островах и в Южной Америке.

## Ботаническое описание
Пальмы однодомные, одиночные или собранные в группы, редко разветвляющиеся (Syagrus cearensis). Стебли от очень коротких, подземных до высоких, прямостоячих. Листья многократно перистые.
Соцветия одиночные, межлистные, реже колосовидные. Тычиночные цветки обычно асимметричные; чашелистиков 3, более или менее треугольные; лепестков 3, намного длиннее чашелистиков, ланцетные, продолговатые или яйцевидные; тычинок 6, пыльники удлиненные; пестик крохотный, трёхраздельный или отсутствует. Пестичные цветки немного меньше или намного крупнее тычиночных цветков; чашелистиков 3, от треугольных до яйцевидных; лепестков 3, немного короче или немного длиннее чашелистиков, треугольные или яйцевидные; гинецей от столбчатого до конического или яйцевидного, трёхгнёздный; рылец 3, загнутые, мясистые. Плоды от мелких до относительно крупных, односемянные (редко двусемянные), шаровидные, яйцевидные или эллипсовидные; зелёные, коричневые, жёлтые или красноватые. 2n=32.

## Таксономия
Syagrus Mart., Palm. Fam. 18 (1824).
Syagrus — латинское название какой-то пальмы (но не этого рода), употреблявшееся Плинием.

### Синонимы
- Arecastrum (Drude) Becc. (1916)
- Arikury Becc. (1916)
- Arikuryroba Barb.Rodr. (1891)
- Barbosa Becc. (1887)
- Chrysallidosperma H.E.Moore (1963)
- Glaziova Devansaye (1873), nom. illeg.
- Langsdorffia Raddi (1820)
- Lytocaryum Toledo (1944)
- Microcoelum Burret & Potztal (1956)
- Platenia H.Karst. (1856)
- Rhyticocos Becc. (1886)

### Виды
Род, по данным Королевских ботанических садов Кью, включает 67 первичных и 11 гибридогенных видов:
- Syagrus allagopteroides Noblick & Lorenzi
- Syagrus amara (Jacq.) Mart.
- Syagrus amicorum K.Soares & C.A.Guim.
- Syagrus angustifolia Noblick & Lorenzi
- Syagrus botryophora (Mart.) Mart.
- Syagrus caerulescens Noblick & Lorenzi
- Syagrus campestris (Mart.) H.Wendl.
- Syagrus campylospatha (Barb.Rodr.) Becc.
- Syagrus cardenasii Glassman
- Syagrus cataphracta (Mart.) Noblick
- Syagrus cearensis Noblick
- Syagrus cerqueirana Noblick & Lorenzi
- Syagrus cocoides Mart. typus[1]
- Syagrus comosa (Mart.) Mart.
- Syagrus coronata (Mart.) Becc.
- Syagrus deflexa Noblick & Lorenzi
- Syagrus duartei Glassman
- Syagrus elata (L.R.Moreno & O.I.Moreno) Noblick
- Syagrus emasensis Noblick & Lorenzi
- Syagrus evansiana Noblick
- Syagrus flexuosa (Mart.) Becc.
- Syagrus glaucescens Glaz. ex Becc.
- Syagrus glazioviana (Dammer) Becc.
- Syagrus gouveiana Noblick & Lorenzi
- Syagrus graminifolia (Drude) Becc.
- Syagrus guaratingensis Noblick
- Syagrus guimaraesensis Noblick & Lorenzi
- Syagrus harleyi Glassman
- Syagrus hoehnei Burret
- Syagrus inajai (Spruce) Becc.
- Syagrus insignis (Devansaye) Becc.
- Syagrus itacambirana Noblick & Lorenzi
- Syagrus itapebiensis (Noblick & Lorenzi) Noblick & Meerow
- Syagrus kellyana Noblick & Lorenzi
- Syagrus lilliputiana (Barb.Rodr.) Becc.
- Syagrus loefgrenii Glassman
- Syagrus longipedunculata Noblick & Lorenzi
- Syagrus lorenzoniorum Noblick & Lorenzi
- Syagrus macrocarpa Barb.Rodr.
- Syagrus mendanhensis Glassman
- Syagrus menzeliana Noblick & Lorenzi
- Syagrus microphylla Burret
- Syagrus minor Noblick & Lorenzi
- Syagrus oleracea (Mart.) Becc.
- Syagrus orinocensis (Spruce) Burret
- Syagrus petraea (Mart.) Becc.
- Syagrus picrophylla Barb.Rodr.
- Syagrus pimentae Noblick
- Syagrus pleioclada Burret
- Syagrus pleiocladoides Noblick & Lorenzi
- Syagrus pompeoi K.Soares & R.S.Pimenta
- Syagrus procumbens Noblick & Lorenzi
- Syagrus pseudococos (Raddi) Glassman
- Syagrus romanzoffiana (Cham.) Glassman — Сиагрус Румянцева
- Syagrus rupicola Noblick & Lorenzi
- Syagrus ruschiana (Bondar) Glassman
- Syagrus sancona (Kunth) H.Karst.
- Syagrus santosii K.Soares & C.A.Guim.
- Syagrus schizophylla (Mart.) Glassman
- Syagrus smithii (H.E.Moore) Glassman
- Syagrus stenopetala Burret
- Syagrus stratincola Wess.Boer
- Syagrus vagans (Bondar) A.D.Hawkes
- Syagrus vermicularis Noblick
- Syagrus weddelliana (H.Wendl.) Becc.
- Syagrus werdermannii Burret
- Syagrus yungasensis M.Moraes

Гибридогенные виды
- Syagrus ×altopalacioensis K.Soares & L.C.Assis [= Syagrus duartei × Syagrus pleioclada]
- Syagrus ×andrequiceana K.Soares & L.C.Assis [= Syagrus flexuosa × Syagrus romanzoffiana]
- Syagrus ×campos-portoana (Bondar) Glassman [= Syagrus coronata × Syagrus romanzoffiana]
- Syagrus ×cipoensis K.Soares & L.C.Assis [= Syagrus glaucescens × Syagrus oleracea]
- Syagrus ×costae Glassman [= Syagrus cearensis × Syagrus coronata]
- Syagrus ×lacerdamourae K.Soares & C.A.Guim. [= Syagrus botryophora × Syagrus coronata]
- Syagrus ×matafome (Bondar) A.D.Hawkes [= Syagrus coronata × Syagrus vagans]
- Syagrus ×mirandana Noblick [= Syagrus coronata × Syagrus microphylla]
- Syagrus ×serroana K.Soares & L.C.Assis [= Syagrus glaucescens × Syagrus romanzoffiana]
- Syagrus ×teixeirana Glassman [= Syagrus oleracea × Syagrus romanzoffiana]
- Syagrus ×tostana (Bondar) Glassman [= Syagrus coronata × Syagrus schizophylla]